# Blutgericht in Texas
Blutgericht in Texas (Originaltitel: The Texas Chain Saw Massacre) ist ein US-amerikanischer Horrorfilm aus dem Jahre 1974. Regie führte Tobe Hooper, der auch produzierte sowie am Drehbuch und an der Filmmusik mitwirkte. Der Film erzählt von einer Gruppe fünf junger Leute, die im ländlichen Texas einer Familie von Kannibalen in die Hände fällt.
Der mit geringem Budget und unbekannten Schauspielern gedrehte Film wurde von den Filmprüfstellen vieler Länder beanstandet, seine Gewalt wurde von ihnen und Teilen der damaligen Filmkritik als verstörend empfunden. An den Kinokassen entwickelte er sich zu einem Überraschungserfolg mit bis heute großer Fangemeinde. Der frühe Slasher-Film prägte das Horrorgenre nachhaltig, zog auch mehrere Fortsetzungen nach sich und begründete eine Filmreihe. Inzwischen ist Texas Chain Saw Massacre auf vielen Kritikerlisten der besten und einflussreichsten Horrorfilme aller Zeiten vertreten.

## Handlung
In der Eingangssequenz verliest ein Nachrichtensprecher im Radio Berichte über Grabplünderungen und gewaltsame Todesfälle, unterlegt mit Blitzlichtaufnahmen verwesender Leichname und mit Bildern von Sonnenprotuberanzen.
Fünf junge Leute fahren an einem Sommertag mit einem Van durch das ländliche Texas: Sally Hardesty, ihr querschnittsgelähmter Bruder Franklin sowie ihre Freunde Jerry, Pam und Kirk. Sie halten auf einem Friedhof an, um das Grab von Sallys und Franklins Großvater zu sehen. Danach wollen sie das verlassene Haus der Großeltern besuchen. Auf dem Weg nehmen sie einen Anhalter mit, der von seiner Familie erzählt, die früher in den Schlachthöfen der Gegend gearbeitet hätte. Die Schlachthöfe sind aber pleitegegangen, wonach die Gegend einen wirtschaftlichen Niedergang erlebte. Der psychisch auffällige Anhalter greift plötzlich Franklin mit einem Rasiermesser an. Die Gruppe zwingt den Anhalter aus dem Wagen, wo er die Seite mit Blut beschmiert, während sie wegfahren.
Da nur noch wenig Benzin im Tank ist, hält die Gruppe an einer Tankstelle, doch laut dem Besitzer ist kein Benzin verfügbar. Sie entscheiden sich trotz einer Einladung des Tankstellenbesitzers zum Barbecue, zur nächsten Tankstelle zu fahren, machen aber zunächst am Haus der Großeltern von Sally und Franklin halt. Dort lassen Kirk und Pam die anderen zurück, um eine nahe gelegene Badestelle zu besuchen. Auf ihrem Weg entdecken sie ein anderes heruntergekommenes Haus, dessen Stromversorgung mit einem kleinen auf dem Gelände stehenden Generator betrieben wird. In der Hoffnung, von den Bewohnern Benzin erhalten zu können, betritt Kirk das Haus durch die unverschlossene Tür, während Pam draußen wartet. Als Kirk das Haus durchsucht, wird er plötzlich von einem großen Mann mit einer Hautmaske erschlagen. Pam folgt nach einer Zeit Kirk ins Haus, da er nach längerer Wartezeit nicht zurückgekommen ist, und findet einen mit Menschen- und Tierknochen übersäten Raum. Sie will flüchten, wird aber von dem maskierten Mann gefangen und an einem Fleischhaken aufgehängt. Als der Nachmittag in den Abend übergeht, begibt sich Jerry auf die Suche nach Pam und Kirk. Franklin und Sally bleiben am in der Nähe des Hauses der Großeltern geparkten Auto zurück. Als Jerry das fremde Haus betritt, findet er Pams fast toten Körper in einer Gefriertruhe, ehe er selbst von dem maskierten Mann getötet wird.
Als es dunkel wird, machen sich Sally und Franklin auf die Suche nach ihren Freunden. Sally schiebt den Rollstuhl, während Franklin ebenfalls den Rollstuhl mit der Hand antreibt und mit der am Rollstuhl angebrachten Taschenlampe leuchtet. Unterwegs werden sie von dem maskierten Mann überfallen, der Franklin mit der Kettensäge ermordet. Der maskierte Mann jagt Sally in das Haus. Sie kann entkommen, indem sie durch ein Fenster im zweiten Stockwerk springt, und flieht zur Tankstelle. Der Tankstellenbesitzer scheint Sally zunächst zu helfen, schlägt sie dann aber nieder, fesselt und knebelt sie und lädt sie in seinen Pickup. Er fährt mit Sally zu dem Haus, dem sie eigentlich entkommen wollte.
Es stellt sich heraus, dass es sich um eine Familie ehemaliger Schlachter handelt, die zu Kannibalen degeneriert sind und in ihrem Landsitz menschliche und tierische Überreste sammeln, mit denen sie das Haus dekorieren. Zur Familie Sawyer gehören: Drayton, der nur anfänglich vernünftig wirkende Betreiber der Tankstelle; Nubbins, den die Gruppe zuvor als Anhalter mitgenommen hatte; der infantile Hüne mit wechselnden Masken aus Menschenhaut namens „Leatherface“ („Ledergesicht“), der Sallys Freunde umgebracht hat; und der fast unbewegliche und stumme Großvater, der für einen Ortswechsel von seinen Enkeln in einem Stuhl sitzend getragen werden muss. Drayton beschimpft Nubbins für sein Verhalten auf dem Friedhof, offenbar hatte dieser die Grabschändung am Filmanfang begangen.
Sally wird schließlich unwillentlich Gast eines bizarren Abendessens der Familie Sawyer. Der Anhalter und Leatherface schneiden Sally in den Finger, damit der Großvater ihr Blut saugen kann. Sie wird bei dieser Tortur ohnmächtig und erwacht erst am nächsten Morgen, als die Sawyers darüber streiten, auf welche Weise sie ermordet werden soll. Sie möchten, dass der Großvater sie mit dem Hammer erschlägt, aber der alte Mann ist zu schwach. Dabei kann Sally entkommen. Während ihrer Flucht wird sie von Leatherface und Nubbins verfolgt, jedoch wird letzterer von einem Truck überfahren und getötet. Dem Truckfahrer gelingt es, Leatherface mit einem Verstellschlüssel niederzuschlagen, sodass dieser sich mit der Kettensäge ins Bein sägt, dann aber trotzdem die Verfolgung wieder aufnimmt. Verletzt und blutüberströmt gelingt es Sally schließlich, sich auf einen vorbeifahrenden Pick-up zu retten und so zu entkommen. Im letzten Bild des Films schwingt Leatherface ziellos seine Kettensäge, während die Sonne über der Szenerie aufgeht.

## Hintergrund

### Vorbereitungen und Besetzung
1969 hatte Regisseur Tobe Hooper seinen Debütfilm Eggshells vorgestellt, der zwar einen Preis auf dem Atlanta Film Festival gewann, aber keinen Verleiher fand. Frustriert durch diese Erfahrung beschloss Hooper, einen Film in einem bewährten Genre zu drehen, der ihm die Türen zu professionellen Produktionen in Hollywood öffnen würde. Hooper und Co-Autor Kim Henkel entwickelten gemeinsam das Drehbuch, das jedoch nicht auf einem authentischen Kriminalfall beruht, wie der Vorspann behauptet (dieser datiert die gezeigten Ereignisse auf den August 1973 – zu diesem Zeitpunkt endeten die Dreharbeiten). Eine Inspirationsquelle war der Fall des Serienmörders Ed Gein, der auch dem Roman Psycho (1959) von Robert Bloch und der 1960 entstandenen gleichnamigen Verfilmung von Alfred Hitchcock zugrunde lag. 1973 gründeten Hooper und Henkel die Produktionsgesellschaft „Vortex Inc.“, und Bill Parsley von der Texas Tech University half, das Startbudget von 60.000 US-Dollar auf die Beine zu stellen.
Hooper und Henkel rekrutierten ihre Darsteller überwiegend aus Nachwuchsdarstellern und Schauspielschülern, lediglich Jim Siedow verfügte über mehrjährige Theatererfahrung. Allen Danziger hatte bereits eine Rolle in Eggshells gespielt. Für die Rolle des „Leatherface“ war ursprünglich ein anderer Schauspieler vorgesehen, der sich jedoch betrunken weigerte, das Hotelzimmer zu verlassen.

### Dreharbeiten

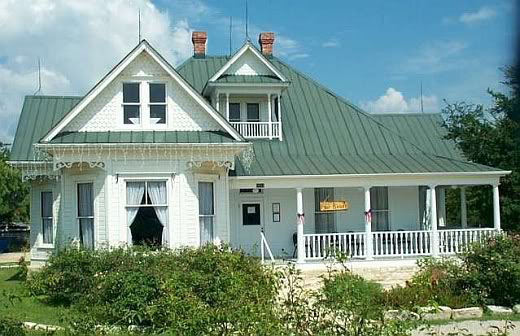
Das in den 1900er-Jahren gebaute Haus aus dem Film wurde 1998 von Round Rock in die rund 60 km entfernte Kleinstadt Kingsland versetzt; das Haus wird heute als Restaurant genutzt.

Die Dreharbeiten – unter wechselnden Arbeitstiteln wie „Head Cheese“ („Presskopf“) und „Leatherface“ – fanden im Juli und August 1973 in Mitteltexas statt, insbesondere in Round Rock, wo sich das Haus der toten Großeltern und das Haus der Sawyers aus dem Film befinden. Weitere Drehorte waren eine Tankstelle in Bastrop und der Friedhof Bagdad Cemetery in Leander. The Texas Chain Saw Massacre, so die korrekte, ursprüngliche Schreibweise des endgültigen Filmtitels, wurde dem geringen Budget (schlussendlich ca. 80.000 US-Dollar) entsprechend auf Super-16-Filmmaterial (Eastman Ektachrome 25T 7252) gedreht, das für die Kinoauswertung auf 35-mm-Film „aufgeblasen“ wurde.
Die Schauspieler und Crew-Mitglieder arbeiteten unter schwierigen Bedingungen. Die Dreharbeiten fanden bei hohen Temperaturen statt und der Gestank von Kadavern am Set belastete die Mitwirkenden zusätzlich, insbesondere bei den Aufnahmen zur Dinner-Szene, die 26 Stunden dauerten. Hauptdarstellerin Marilyn Burns lag dabei zeitweise mit einem dreckigen Lappen geknebelt auf dem Boden und wurde von einem Kollegen durch einen Schnitt in den Finger verletzt. Weitere Darsteller zogen sich Verletzungen zu oder entkamen nur knapp körperlichen Schäden: Gunnar Hansen („Leatherface“) brachte mit der Kettensäge eine als Schutz gedachte Eisenplatte an seinem Bein zum Glühen und William Vail wurde von einem herumfliegenden Hammer am Kopf getroffen. Edwin Neal erlitt Verletzungen im Gesicht, als er den Kopf auf den heißen Asphalt drücken musste. Außerdem spricht Hansen über intensiven Konsum von Drogen am Filmset.

### Veröffentlichungsgeschichte

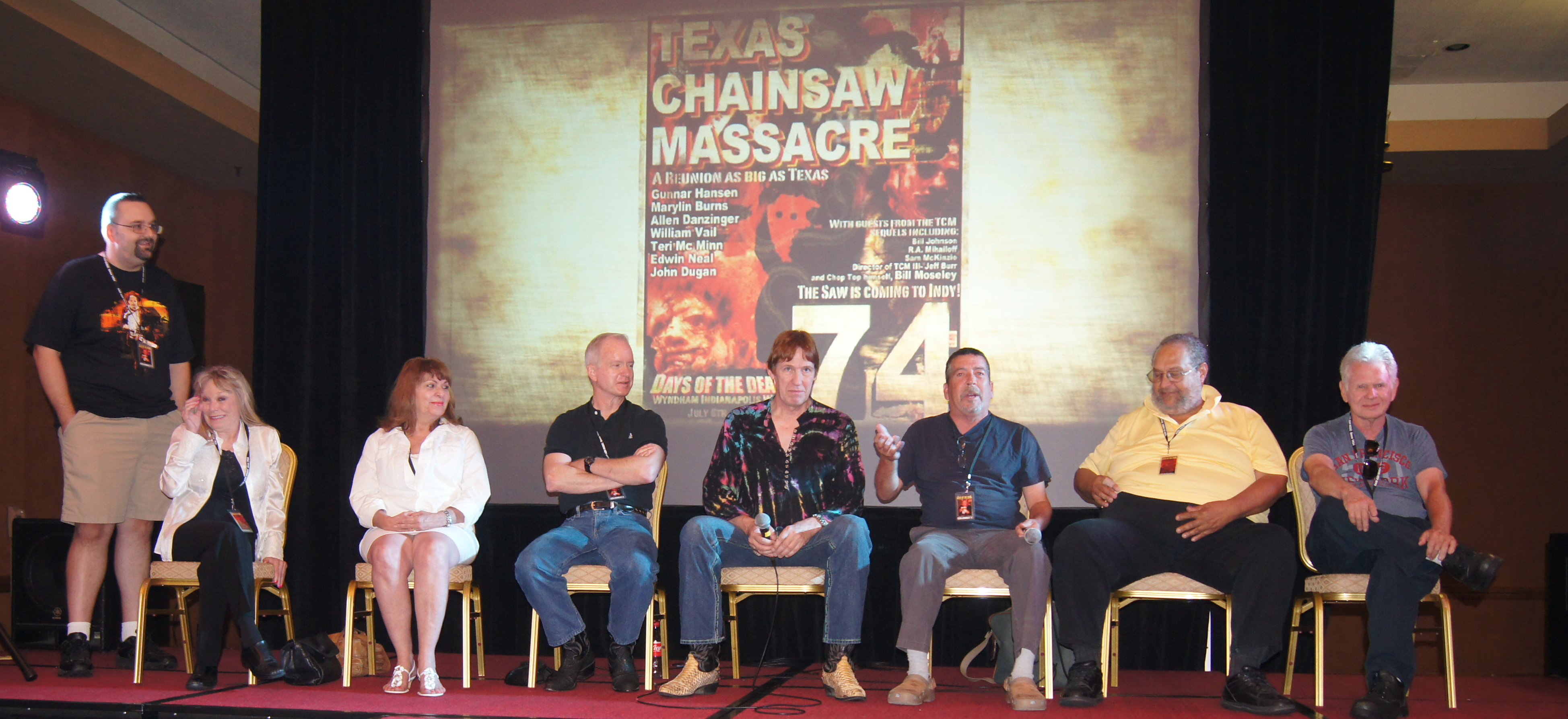
Die Schauspieler (sitzend v. l. n. r.) Marilyn Burns, Teri McMinn, William Vail, John Dugan, Edwin Neal, Ed Guinn (der LKW-Fahrer am Filmende) und Allen Danziger bei Days of the Dead Indianapolis 2012

Das Maß an Gewaltdarstellung, das zu Kontroversen in den Medien und mit den Zensurbehörden führte, wurde von Hooper mit der Motion Picture Association of America (zuständig für die Altersfreigabe von Filmen) abgesprochen. Anfänglich hatte Hooper sogar ein PG-Rating erwogen; schließlich erwirkte er eine R-rated-Freigabe. Hoopers ursprüngliche Idee, das Aufhängen einer der Darstellerinnen (Teri McMinn) an einem Fleischerhaken blutiger zu gestalten, wurde ihm von Ausstatter Robert Burns erfolgreich ausgeredet mit der Begründung, die Szene sei umso wirkungsvoller, je weniger man zeige.
Nachdem unter anderem die Verleihfirma AIP es abgelehnt hatte, den Film in ihr Programm aufzunehmen, schlossen die Produzenten einen Vertrag mit dem Verleiher Bryanston Pictures, geführt von Louis Peraino, einem New Yorker Mafiamitglied. Die Rezensionen zum Start des Films im Oktober 1974 waren gemischt, aber Kritiker Rex Reeds häufig zitierter Ausspruch „The most horrifying motion picture I have ever seen“ („Der schreckenerregendste Film, den ich je gesehen habe“) trug zum rasch zunehmenden Bekanntheitsgrad des Films bei und wurde in die Marketingkampagne aufgenommen. Taglines in den Trailern lauteten unter anderem „After you stopped screaming, you'll start talking about it“ („Wenn Sie aufgehört haben zu schreien, werden Sie anfangen, über ihn zu sprechen“), während das Aushangplakat mit „Who will survive, and what will be left of them?“ („Wer wird überleben, und was wird von ihnen übrig sein?“) warb.
Da Bryanston den Produzenten die Einsicht in die Kassenbücher verweigerte, ist der genaue Umsatz der Erstauswertung des Films nicht bekannt. Im Rahmen einer außergerichtlichen Einigung im Februar 1977 erhielten die Produzenten die Vertriebsrechte zurück, verbunden mit einer einmaligen Zahlung von 400.000 US-Dollar. In der Folge übernahm New Line Cinema die Kinoauswertung. Die ungeklärten Einspielergebnisse hatten zur Folge, dass einige Mitglieder der Besetzung und der Crew, die auf Gewinnbeteiligungsbasis am Film mitgewirkt hatten, nur minimale Honorare erhielten; dies führte unter anderem zum Bruch zwischen Darsteller Edwin Neal und Ausstatter Robert Burns mit Hooper.
1975 lief Blutgericht in Texas auf dem London Film Festival und auf den Internationalen Filmfestspielen von Cannes (in der Reihe „Quinzaine des Réalisateurs“), wo Hooper von Mitgliedern des Publikums als Faschist beschimpft wurde. Der Film hatte weltweit mit den Zensurbehörden zu kämpfen; so wurde er regulär in Frankreich – nach mehrfachem Verbot – erst 1982, in Großbritannien ab Ende der 1990er Jahre gezeigt (ausgenommen frühere, auf London beschränkte Aufführungen).

### Veröffentlichung in der Bundesrepublik Deutschland
Der Film wurde für eine Freigabe in den bundesdeutschen Kinos gekürzt und startete 1978 unter dem Titel Blutgericht in Texas beim Verleih Jugendfilm. Auf Video wurde er als Kettensägenmassaker, später auch unter seinem Originaltitel, veröffentlicht.
1982 wurde die Videofassung – obwohl bereits gekürzt – indiziert und danach mehrmals wegen Gewaltdarstellung beschlagnahmt – zuletzt in der DVD-Fassung vom Amtsgericht Frankfurt am Main am 11. August 2010 (Az.: 4863 Js 213972/10 – 931). Gegen die letzte Indizierung legte Turbine Medien, seit 2008 der Inhaber der Nutzungsrechte des Films in Deutschland, Beschwerde ein. Das Beschwerdeverfahren wurde am 6. September 2011 vom Landgericht Frankfurt am Main zugunsten des Klägers entschieden, und die Beschlagnahme wurde aufgehoben. Am 1. Dezember 2011 wurde Blutgericht in Texas vom Index gestrichen. Der Film wurde anschließend der FSK zur Prüfung vorgelegt und bekam in der ungekürzten Fassung die Kennzeichnung „Keine Jugendfreigabe“.
Weiterhin existiert eine um mehr als zehn Minuten gekürzte, ab 16 Jahren freigegebene Fassung. Frühere ungekürzte Veröffentlichungen des Films, die auf dem deutschen Markt erschienen sind, sind eine Laserdisc der Firma cmv-Laservision und eine DVD der Firma Laser Paradise. Diese wurden in kleiner Auflage produziert und sind gesuchte Sammlerstücke. In Österreich sind mehrere ungeschnittene Veröffentlichungen erhältlich, darunter die so genannte „35th Anniversary Edition“, die eine deutsche Synchronisation des vollständigen Films enthält.
Im deutschen Fernsehen wurde der Film erstmals am 15. Oktober 2015 um 23:55 Uhr auf Kabel eins ausgestrahlt.

## Synchronisation
Die deutsche Synchronfassung entstand zum deutschen Kinostart 1978 bei Profilm in München, für Dialogbuch und Dialogregie zeichnete Jürgen Clausen verantwortlich. Da der Film nur gekürzt in die Kinos kam, blieben einige der Szenen zunächst unsynchronisiert. Diese Szenen wurden über 20 Jahre später bei Scalafilm nachgeholt, hierbei fungierte Martin Schowanek als Dialogbuchautor und Synchronregisseur.
| Rolle                     | Darsteller       | Sprecher (1978)      | Sprecher (neue Szenen) |
| ------------------------- | ---------------- | -------------------- | ---------------------- |
| Sally Hardesty            | Marilyn Burns    | Johanna Mertinz      | Anne Wernicke          |
| Franklin Hardesty         | Paul A. Partain  | Michael Habeck       |                        |
| Jerry                     | Allen Danziger   | Michael Schwarzmaier |                        |
| Kirk                      | William Vail     | Thomas Haerin        |                        |
| Pam                       | Teri McMinn      | Claudia Butenuth     |                        |
| Nubbins Sawyer, Anhalter  | Edwin Neal       | Rüdiger Bahr         | Ole Pfennig            |
| Drayton Sawyer, Koch      | Jim Siedow       | Til Kiwe             | Werner Uschkurat       |
| Betrunkener am Filmanfang | Joe Bill Hogan   | Peter Capell         |                        |
| Radiosprecher (Stimme)    | John Larroquette | Eberhard Mondry      | Harry Täschner         |

## Rezeption

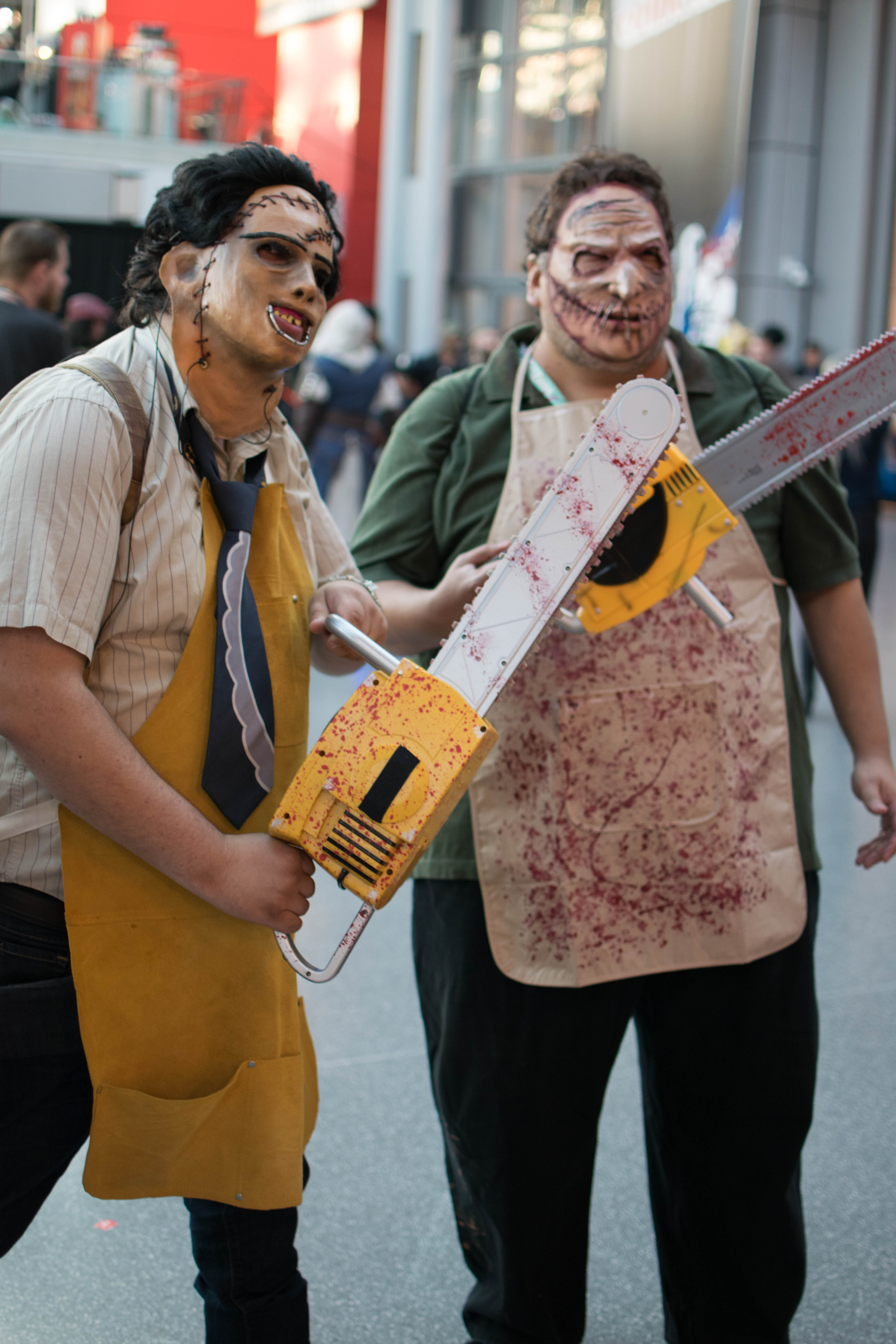
Insbesondere die Figur des Leatherface schaffte es in die Popkultur (zwei Leatherface-Darsteller 2016).

### Nachwirkungen
Der Film wurde in die ständige Sammlung des New Yorker Museum of Modern Art aufgenommen. Trotz des kommerziellen Erfolgs von Blutgericht in Texas erfüllte sich Hoopers Wunsch nach einer Hollywood-Karriere nur begrenzt: Mit Ausnahme von Poltergeist (1982) und Lifeforce – Die tödliche Bedrohung (1985) beschränkten sich seine späteren Filme auf Produktionen mit kleinerem Budget, und ab Ende der 1980er Jahre drehte er vornehmlich fürs Fernsehen. Unter den übrigen Mitwirkenden führten nur wenige ihre Tätigkeit in einem dauerhaft professionellen Rahmen fort: Daniel Pearl, inzwischen Mitglied der American Society of Cinematographers, machte sich einen Namen als Kameramann von Musikvideos für Michael Jackson, Duran Duran, Jennifer Lopez und viele andere. Dorothy Pearl, verantwortlich für das Make-up, arbeitete später unter anderem bei Kap der Angst (1991), Und täglich grüßt das Murmeltier (1993) und Big Fish (2003) mit. Edwin Neal trat in diversen Fernsehserien auf und synchronisierte Werbefilme und Computerspiele.
Im Jahr 1990 wurde der Film, der auf den meisten Bestenlisten für Horrorfilme vertreten ist, in die Horror Hall of Fame aufgenommen.
Aufgrund des anhaltenden Erfolges von Blutgericht in Texas wurden drei Fortsetzungen gedreht: Texas Chainsaw Massacre 2 (1986), inszeniert vom Regisseur des ersten Teils, Tobe Hooper, Leatherface: Texas Chainsaw Massacre III (1990) und Texas Chainsaw Massacre – Die Rückkehr (1994). Ebenso erfuhr der Film ein Remake, Michael Bay’s Texas Chainsaw Massacre (2003), und ein zugehöriges Prequel, Texas Chainsaw Massacre: The Beginning (2006). Im Januar 2013 wurde Texas Chainsaw 3D in den US-amerikanischen Kinos veröffentlicht. 2017 erschien mit Leatherface ein weiteres Prequel. 2022 folgte mit Texas Chainsaw Massacre eine Fortsetzung.

### Referenzen in der Popkultur
In der Populärkultur sind die Film-Referenzen, die auf das Blutgericht in Texas verweisen, nicht nur im Horror- oder Exploitationsgenre angesiedelt, sondern erstrecken sich bis zum Science-Fiction-Film. Auch Zeichentrickserien (wie South Park), Computerspiele sowie diverse Bands haben bereits Bezug auf den Film genommen.
Es folgt eine chronologische Auswahl von Referenzen:
- 1976: Die amerikanische Punkband Ramones veröffentlichte auf ihrem Debütalbum den Song Chainsaw. Im Text ist mehrfach der Originalfilmtitel Texas Chain Saw Massacre enthalten.
- 1977 Hügel der blutigen Augen (The Hills have Eyes) von Wes Craven ist eine Hommage an Texas Chain Saw Massacre.[20]
- 1979 Regisseur Ridley Scott bezeichnete Alien selbst als Texas Chainsaw of science fiction[21] und hat dessen Einfluss auf seine Arbeit mehrfach in Interviews betont[20]
- 1983 The Texas Chainsaw Massacre erschien als Computerspiel („Wizard Games“) für die Spielkonsole Atari 2600
- 1990: Horrorfilm-Satire Das deutsche Kettensägenmassaker von Christoph Schlingensief
- 2002: Der Horrorfilm Haus der 1000 Leichen von Rob Zombie (sowie sein Film The Devil’s Rejects von 2005) enthalten Referenzen.[20]
- 2003: In der Zeichentrickserie South Park (Staffel 7, Episode 5)  jagt Jennifer Lopez Cartman genau so, wie Leatherface im Film dem Final Girl Sally Hardesty nachstellt.[22][23]
- 2005: Titel und die Covergestaltung des Debütalbums Das RapDeutschlandKettensägenMassaker der Band K.I.Z.
- 2016: Das Online-Survival-Spiel „Dead by Daylight“ beinhaltet „Leatherface“ als spielbaren Charakter.
- 2023: Das  Online-Survival-Horrorspiel The Texas Chain Saw Massacre von Gun Interactive handelt von den Ereignissen, die vor denen des Films spielen.

## Kritiken
„Ich kann mir nicht vorstellen, warum irgend jemand einen solchen Film machen will, aber er ist gut gemacht, gut gespielt und wirkungsvoll. […] Blutgericht in Texas gehört in eine ausgewählte Gruppe […] von Filmen, die viel besser sind, als es das Genre verlangt. Was nicht unbedingt heißt, dass es Spaß macht, sie anzusehen.“

„Blutgericht in Texas fängt die Sprache und die Struktur von Albträumen mit erstaunlicher Genauigkeit ein. Die Art der Bilder, die Beschaffenheit der Geräusche, die Ungereimtheit, mit der ein Ereignis auf das andere folgt, entsprechen der Art und Weise, wie wir träumen. Was [den Film] interessant macht ist, dass wir ihn mit offenen Augen betrachten, und er damit zu einem Albtraum wird, aus dem wir nicht erwachen können.“

„Dieses Schlachthaus von einem Film […] ist laut, erbarmungslos und etwa so subtil, als würde einem das Bein ohne Betäubung abgesägt. […] Die drei Männer werden ohne großen Aufwand abgefertigt, während mit den Frauen (ohne Büstenhalter bzw. in Hotpants) […] endlos herumgemacht wird […] Bösartiger Kram, und nicht einmal auf Tatsachen basierend, wie die Werbung behauptet […]“

„Tobe Hoopers sadistischer Horrorfilm kam erstmals 1978 unter dem Titel »Blutgericht in Texas« in die deutschen Kinos und zog aufgrund seiner expliziten Gewaltszenen eine lange juristische Auseinandersetzung nach sich. 2014 kam die digital restaurierte Originalfassung als ‚The Texas Chainsaw Massacre‘ ins Kino. Mit seinem ausgeklügelt enervierenden Sounddesign und der gezielten Aussparung einschlägiger Bilder balanciert die rohe Inszenierung zwischen Nihilismus und Popkultur. Radikal in Form und Inhalt, erscheint der Film angesichts aktueller Blutfontänen im heutigen Mainstream-Kino inzwischen fast schon zurückhaltend.“

„Diese Filme [Cannibal Girls – Der Film mit der Warnglocke und The Texas Chainsaw Massacre] sprechen die Sprache der Boulevard-Presse, und ihr Mythos ist es, daß die Grausamkeit überall und der Zustand unserer sich in ihrem Endstadium befindenden Gesellschaft ist.“

„Wenn man einer fremden Zivilisation die Menschheit durch das Zeigen von zehn Filmen erklären müsste, müsste The Texas Chainsaw Massacre sicherlich einer dieser sein.“

„Das Blutrünstigste an diesem Horrorklassiker [ist] der Titel. Das heißt natürlich nicht, dass Blutgericht in Texas ein Kandidat für die Kinderstunde ist, jedoch spielt sich der Horror vorwiegend im Kopf ab, The Texas Chainsaw Massacre deutet mehr an und erzeugt eine kranke und morbide Atmosphäre vor allem durch die geschickte Arbeit von Kamera sowie Geräusch- und Musikeinsatz.“

## Auszeichnungen
1976 erhielt Blutgericht in Texas den Spezialpreis der Jury des „Festivals des Phantastischen Films“, das von 1973 bis 1993 in Avoriaz abgehalten wurde. In späteren Jahren landete der Film bei Umfragen der Publikationen The Guardian, Time, Entertainment Weekly, Total Film und Empire auf den Bestenlisten mit dem Schwerpunkt „Horrorfilm“. 2024 wurde er in das National Film Registry aufgenommen.